# Народные силы освобождения имени Фарабундо Марти
Народные силы освобождения имени Фарабундо Марти (исп. Fuerzas Populares de Liberación "Farabundo Martí", FPL) — одна из пяти партизанско-повстанческих организаций Сальвадора, в 1980 году вошедшая в состав «Фронта национального освобождения имени Фарабундо Марти» (ФНОФМ) и принимавшая участие в гражданской войне 1980—1992 года.

## Создание и структура
«Народные силы освобождения имени Фарабундо Марти» — первая вооруженная военно-политическая организацию левой оппозиции в Сальвадоре, созданная 1 апреля 1970 года «профсоюзным крылом» Коммунистической партии Сальвадора, которое возглавлял генеральный секретарь КПС — Сальвадор Каэтано Карпио. FPL стали самостоятельной политической группировкой, тем не менее, большинство сальвадорских коммунистов не поддержало эту позицию, считая, что возможности легальной борьбы ещё далеко не исчерпаны.
С. Каэтано Карпио отвергал «теорию очага» Че Гевары, FPL ориентировались на опыт национально-освободительной борьбы во Вьетнаме и готовились к «длительной народной войне на истощение противника».
В 1975 году FPL была создана «политическая фракция» — «Народно-революционный блок» (Bloque Popular Revolucionario, BPR). В состав BPR вошли 40 профсоюзных организаций, федерации сельскохозяйственных рабочих, Национальная ассоциация сальвадорских учителей, Революционный университетский фронт, Союз городской бедноты и Движение учащихся средних школ. Кроме того, движение получило поддержку со стороны части католического духовенства Сальвадора.
В 1979 году, к началу гражданской войны FPL являлась самой сильной военно-политической организацией.
В декабре 1979 года представители трех революционных организаций: «Народные силы освобождения имени Фарабундо Марти» (FPL), «Вооруженные силы национального сопротивления» (FARN) и Коммунистической партии Сальвадора (PCS) заключили соглашению о единстве действий. Совместно ими была разработана программная платформа будущего революционного правительства страны, а согласование позиций по основным вопросам военного, политического, национального и международного характера позволило к маю 1980 года создать общее военное командование (Direccion Revolucionario Unificada — Объединенное революционное руководство).
Наконец, 11 октября 1980 года был создан единый Фронт национального освобождения имени Фарабундо Марти (ФНОФМ), в состав которого вошли силы FPL.

## FPL в ходе гражданской войны (1980—1992)
Оценки общей численности активистов ФНОФМ (и организаций, входивших в состав Фронта в период гражданской войны) варьируются в достаточно широких пределах.
На рубеже 1980—1981 года «Народно-революционный блок» утратил своё значение, поскольку большинство активистов было переведено на нелегальное положение и включилось в вооружённую борьбу.
В течение гражданской войны 1980—1992 годов FPL являлась самой многочисленной и боеспособной из пяти организаций ФНОФМ, по состоянию на 1990 год её общую численность оценивали в 5400 бойцов.
FPL наиболее активно действовала в северной и центральной частях страны, где имела наибольшее число сторонников.
Для обучения личного состава и подготовки командных кадров FPL была создана военная школа. Кроме того, в подпольных оружейных мастерских было налажено производство низкотехнологичного оружия (разнообразные мины, ручные гранаты и даже самодельные пушки).
Структура вооруженных сил FPL:
- «силы специального назначения» (FES):[3]

- элитный «стратегический» отряд «коммандос» F-30 (100 чел.)
- тактические группы «коммандос» J-28 (по одной в каждом батальоне, в общей сложности — до 70 чел.)

- «стратегические мобильные силы»:[3]

- бригада «Felipe Peña Mendoza» (BFPM)
- батальон K-93 «Alejandro Solano» (BAS)
- батальон SS-20 «Anfres Torres Sanches» (BATS)
- батальон S-7 «Ernesto Morales Sandoval» (BEMS)
- батальон X-21 «Juan Mendez» (BJM)

- партизанские отряды и «народная милиция»[3]

После подписания мирных соглашений в 1992 году вооружённые формирования FPL были демобилизованы.
В декабре 1995 года политические структуры FPL объявили о самороспуске партии, активисты вошли в состав ФНОФМ. Тем не менее, структура по-прежнему существует внутри ФНОФМ как неформальная фракция или тенденция (аналогично и другие организации).

## Хронология деятельности
- 23 мая 1979 года правительство ввело чрезвычайное положение на всей территории страны и разрешило использовать войска для борьбы с нарушителями общественного порядка[5]. После этого, в этот же день в Сан-Сальвадоре были застрелены министр образования Сальвадора Carlos Antonio Herrera Rebollo и его шофер[6]
- 25 июня 1979 года в перестрелке между боевой группой FPL и полицией были убиты три полицейских и один боевик FPL[7]
- 28 ноября 1979 года FPL похитили посла ЮАР в Сальвадоре[8], после чего правительству пришлось пойти на переговоры с организацией.
- весной 1980 года отряды FPL заняли посёлок Сойапанго на окраине Сан-Сальвадора[9]
- 26 марта 1981 — группа из 12 партизан FPL обстреляла здание посольства США в Сан-Сальвадоре из автоматов, выстрелила в него из реактивного противотанкового гранатомёта и отступила после того, как охрана посольства открыла огонь. Потерь среди нападавших, охраны посольства и сотрудников посольства не имелось, но граната попала в окно на третьем этаже здания и нанесла повреждения залу для совещаний. Командование FPL взяло на себя ответственность за атаку и сообщило, что операция проведена в ответ на предоставление правительством США военной помощи правительству Сальвадора[10].
- 25 мая 1983 года — на территории столичного университета в Сан-Сальвадоре был застрелен американский военный советник, лейтенант-коммандер ВМС США Альберт Шоуфельбергер (Albert A. Schaufelberger) — «второй человек в иерархии группы американских военных советников в Сальвадоре»[11].
- 16 апреля 1984 был застрелен гражданин Сальвадора Joaquim Alfredo Zapata — офицер подразделения охраны в посольстве США в Сальвадоре[12]
- 28 июня 1984 года — бойцы FPL участвовали в ночной атаке на гидроэлектростанцию Cerrón Grande на реке Лемпа, в ходе восьмичасового боя с правительственными войсками повстанцы разрушили подстанцию, а направленные к ГЭС подкрепления попали в засаду и понесли потери. В 8 часов утра началась контратака 700 солдат парашютно-десантного батальона, к 9:30 парашютисты заняли электростанцию и повстанцы отступили[13]. По официальным данным правительства Сальвадора, в бою погибли 60 военнослужащих правительственных войск[14]
- 26 октября 1984 — в центре Сан-Сальвадора был застрелен гражданин Сальвадора Raul Melendez Aquinos, работавший охранником в посольстве США в Сальвадоре[12]
- 18 марта 1985 — в элитном столичном теннисном клубе «International Sports Club» был застрелен армейский подполковник Ricardo Aristides Cienfuegos, рядом с телом был оставлен жёлто-красный флажок FPL. Это был самый высокопоставленный офицер сальвадорской армии, убитый с начала войны[15].
- 11 апреля 1991 года в районе деревни El Zapote (департамент Чалатенанго) группа из 18 повстанцев попала в засаду правительственных войск, солдатами батальона «Атлакатль» были убиты один из лидеров FPL — Антонио Карденаль («Jesus Rojas»), еще 13 повстанцев ФНОФМ и один гражданский (водитель грузовика)[16]